# Villar de Barrio (parroquia)
Villar de Barrio (llamada oficialmente San Pedro Fiz de Vilar de Barrio) es una parroquia y un lugar del municipio español de Villar de Barrio, en la provincia de Orense, Galicia.

## Toponimia
La parroquia también es conocida por el nombre de San Pedro Félix de Villar de Barrio.

## Organización territorial
La parroquia está formada por una entidad de población:
- Vilar de Barrio

## Demografía
Gráfica demográfica del lugar y parroquia de Villar de Barrio según el INE español:
| Gráfica de evolución demográfica de Villar de Barrio entre 2000 y 2023 |
|                                                                        |
| Datos según el nomenclátor publicado por el INE.                       |